# Omã nos Jogos Paralímpicos de Verão de 2012
Omã é um dos participantes dos Jogos Paralímpicos de Verão de 2012, em Londres, no Reino Unido.

## Desempenho

### Levantamento de peso
Masculino
| Atletas          | Evento | Resultado | Posição |
| ---------------- | ------ | --------- | ------- |
| Issam Al Balushi | -90 kg | 172,0     | 8º      |